# Nívea Maria
Nívea Maria Cândido Graieb (São Paulo, 7 de março de 1947) é uma atriz brasileira, irmã da também atriz Glauce Graieb.

## Biografia
Filha de um advogado de origem libanesa e de uma dona de casa com raízes portuguesas, já trabalhava como modelo quando foi descoberta pelo diretor de televisão Walter Avancini e ganhou, aos 17 anos, seu primeiro papel em uma telenovela, em A Outra Face de Anita, levada ao ar pela extinta TV Excelsior, de São Paulo, em 1964.
Nos mais de quarenta anos seguintes foi presença ininterrupta na televisão. Participou de inúmeras telenovelas de sucesso, com personagens importantes, como Gabriela, A Moreninha (1975), Dona Xepa (1977), Maria, Maria (1978), Coração Alado (1980), a minissérie Anos Dourados (1986), Brega & Chique (1987), Meu Bem, Meu Mal (1990), Pedra sobre Pedra (1992), O Clone (2001), a minissérie A Casa das Sete Mulheres, Celebridade (2003), O Profeta (2006), Desejo Proibido (2007) e Caminho das Índias (2009).
Em 2006 participou do reality show Dança dos Famosos, no programa Domingão do Faustão, da Rede Globo.
Em 2011, fez uma participação especial na novela de Gilberto Braga, Insensato Coração (2011). No mesmo ano, esteve no elenco da telenovela Aquele Beijo, interpretando Regina Collaboro.
Entre 2012 e 2013, esteve na novela Salve Jorge interpretando Isaurinha, a matriarca da família Alcântara Vieira. No final de 2013, foi escalada para a série Doctor Pri, de Aguinaldo Silva; porém a série foi adiada por tempo indeterminado. Interpretou a rígida e severa Governanta Zilda na nova novela das seis Além do Tempo de Elizabeth Jhin, sendo uma das principais personagens da trama. Em 2016, entra em Sol Nascente, substituindo Laura Cardoso, que saiu da trama devido a uma infecção urinária.

## Vida pessoal
É irmã mais velha da também atriz Glauce Graieb.
Nívea admitiu em entrevistas ter sido uma jovem rebelde, tanto que aos 18 anos saiu de casa contra a vontade dos pais e casou-se com o seu primeiro namorado, o ator Renato Master. Moraram juntos por dois anos, mas brigavam muito por causa de ciúmes. Após a separação, ficou morando sozinha, até que conheceu o também ator Edson França. Após poucos meses juntos e já grávida, casaram-se e tiveram dois filhos: Édson Graieb França, nascido em 1968 e Viviane Graieb França, nascida em 1975. O casal divorciou-se nesse mesmo ano, logo após o nascimento de sua filha, após sete anos de casados, por não estarem se entendendo mais.
Após poucos meses, conheceu o diretor do núcleo de teledramaturgia da Rede Globo, Herval Rossano. Casaram-se em 1976. Em 1980 nasceu a filha do casal, Vanessa Graieb Abreu. Divorciaram-se em 2003, pois ele tinha sofrido problemas de saúde e queria ficar sozinho. Nivea entrou em depressão por não entender o motivo da separação, já que estavam juntos havia décadas e o casamento ia bem, mas entendeu seus problemas pessoais e conseguiu ficar bem. O motivo real da separação ela soube depois: o envolvimento de seu ex-marido com a atriz Mayara Magri, enquanto ainda era casado. Ambos casaram-se e ficaram juntos até o seu falecimento. Após o divórcio, a atriz optou em permanecer solteira e dedicada integralmente a sua carreira artística.
Possui dois netos: João Luiz, nascido em 8 de agosto de 2006, filho de Viviane e João Pedro, nascido em 2008. O menino é filho de Vanessa com o músico Guilherme Tettamanti, com quem sua filha morava junto desde 2000, e se casaram na igreja e no civil em 2007. Vanessa é psicóloga.
Seu filho Édson não casou e nem foi pai, por opção, e mora com Nívea até hoje.
A atriz vem apresentando mudanças na voz, que se tornou rouca e fina, o que chegou a gerar algumas especulações, mas que, segundo ela, é apenas uma laringite que a acompanha há alguns anos devido ao esforço vocal, mas que sempre está sendo tratada.

## Filmografia

### Televisão
| Ano  | Título                    | Papel                                | Nota                                   | Emissora      |
| ---- | ------------------------- | ------------------------------------ | -------------------------------------- | ------------- |
| 1964 | A Outra Face de Anita     | Patrícia                             |                                        | TV Excelsior  |
| 1964 | Melodia Fatal             | Miriam                               |                                        | TV Excelsior  |
| 1964 | A Moça que Veio de Longe  | Ângela                               |                                        | TV Excelsior  |
| 1965 | A Indomável               | Branca                               |                                        | TV Excelsior  |
| 1965 | O Preço de uma Vida       | Tula de Linhares                     |                                        | TV Tupi       |
| 1969 | Sangue do Meu Sangue      | Cíntia                               |                                        | TV Excelsior  |
| 1972 | O Primeiro Amor           | Helena                               |                                        | Rede Globo    |
| 1972 | Caso Especial             | Arlete                               | Episódio: "Sétimo Céu"                 | Rede Globo    |
| 1972 | Uma Rosa com Amor         | Terezinha Petrone                    |                                        | Rede Globo    |
| 1973 | O Semideus                | Sônia (Soninha)                      |                                        | Rede Globo    |
| 1973 | Caso Especial             | Natalia                              | Episódio: "Noites Brancas"             | Rede Globo    |
| 1974 | Caso Especial             | —                                    | Episódio: "Enquanto a Cegonha Não Vem" | Rede Globo    |
| 1974 | Corrida do Ouro           | Wânia                                |                                        | Rede Globo    |
| 1975 | Gabriela                  | Jerusa Bastos                        |                                        | Rede Globo    |
| 1975 | A Moreninha               | Carolina                             |                                        | Rede Globo    |
| 1976 | O Feijão e o Sonho        | Maria Rosa                           |                                        | Rede Globo    |
| 1976 | Duas Vidas                | Hebe                                 |                                        | Rede Globo    |
| 1977 | Dona Xepa                 | Rosália Soares da Costa              |                                        | Rede Globo    |
| 1978 | Maria, Maria              | Maria Helena Alves / Maria Dusá      |                                        | Rede Globo    |
| 1980 | Olhai os Lírios do Campo  | Olívia Miranda                       |                                        | Rede Globo    |
| 1980 | Coração Alado             | Roberta Karany                       |                                        | Rede Globo    |
| 1981 | Terras do Sem-Fim         | Donana Magalhães                     |                                        | Rede Globo    |
| 1983 | El Juego de la Vida       | Vanessa Abreu                        |                                        | TVN           |
| 1984 | Livre para Voar           | Beatriz (Bia)                        |                                        | Rede Globo    |
| 1984 | Padre Cícero              | Adélia                               |                                        | Rede Globo    |
| 1986 | Anos Dourados             | Beatriz Campos Dornelles             |                                        | Rede Globo    |
| 1986 | Caso Verdade              | Apresentadora                        | Episódio: "A Grande Supresa"           | Rede Globo    |
| 1986 | Mania de Querer           | Vanessa                              |                                        | Rede Manchete |
| 1987 | Brega & Chique            | Zilda                                |                                        | Rede Globo    |
| 1988 | Vida Nova                 | Gema                                 |                                        | Rede Globo    |
| 1989 | República                 | D. Margarida Gusmão                  |                                        | Rede Globo    |
| 1990 | Gente Fina                | Joana Azevedo Paiva                  |                                        | Rede Globo    |
| 1990 | Meu Bem, Meu Mal          | Berenice Marques Castro              |                                        | Rede Globo    |
| 1992 | Pedra sobre Pedra         | Ximena Vilares                       |                                        | Rede Globo    |
| 1993 | Sonho Meu                 | Elisa Vieira                         |                                        | Rede Globo    |
| 1994 | Você Decide               | Madá                                 | Episódio: "Corações Partidos"          | Rede Globo    |
| 1994 | Tropicaliente             | Soledad                              |                                        | Rede Globo    |
| 1995 | Malhação                  | Antônia                              | Episódios: "3–31 de julho"             | Rede Globo    |
| 1995 | Explode Coração           | Alícia Lemos                         |                                        | Rede Globo    |
| 1996 | Você Decide               | —                                    | Episódio: "O Filho da Mãe"             | Rede Globo    |
| 1996 | A Vida Como Ela é...      | Dra. Mariana                         | Episódio: "Enciumada"                  | Rede Globo    |
| 1996 | A Vida Como Ela é...      | Mercedes                             | Episódio: "Futura Sogra"               | Rede Globo    |
| 1996 | Você Decide               | —                                    | Episódio: "Sangue no Araguaia"         | Rede Globo    |
| 1996 | Você Decide               | —                                    | Episódio: "Começar de Novo"            | Rede Globo    |
| 1997 | A Justiceira              | Augusta                              |                                        | Rede Globo    |
| 1998 | Você Decide               | —                                    | Episódio: "Desencontro"                | Rede Globo    |
| 1998 | Mulher                    | Suzana                               | Episódio: "Ninho Vazio"                | Rede Globo    |
| 1998 | A Comédia da Vida Privada | Diana                                |                                        | Rede Globo    |
| 1998 | Você Decide               | Lara                                 | Episódio: "O Escândalo"                | Rede Globo    |
| 1999 | Suave Veneno              | Emiliana Loureiro de Barros (Naná)   |                                        | Rede Globo    |
| 1999 | Vila Madalena             | Adélia                               |                                        | Rede Globo    |
| 2000 | Terra Nostra              | Gorgo Guitérrez                      |                                        | Rede Globo    |
| 2001 | O Clone                   | Edna Albieri                         |                                        | Rede Globo    |
| 2003 | A Casa das Sete Mulheres  | D. Maria Gonçalves da Silva Ferreira |                                        | Rede Globo    |
| 2003 | Os Normais                | Ela mesma                            | Episódio: "O Magnífico Antepenúltimo"  | Rede Globo    |
| 2003 | Celebridade               | Corina Mello Diniz                   |                                        | Rede Globo    |
| 2005 | América                   | Maria José Higino da Silva (Mazé)    |                                        | Rede Globo    |
| 2006 | Dança dos Famosos 3       | Participante                         |                                        | Rede Globo    |
| 2006 | O Profeta                 | Maria Luíza Ribeiro de Souza (Lia)   |                                        | Rede Globo    |
| 2007 | Desejo Proibido           | Magnólia Cardoso Palhares            |                                        | Rede Globo    |
| 2009 | Caminho das Índias        | Kochi Meetha                         |                                        | Rede Globo    |
| 2010 | A Cura                    | Margarida Bevilláqua                 |                                        | Rede Globo    |
| 2010 | O Relógio da Aventura     | Inês                                 | Especial de fim de ano                 | Rede Globo    |
| 2011 | Insensato Coração         | Carmem Pereira                       | Episódios: "23 de março–11 de abril"   | Rede Globo    |
| 2011 | Aquele Beijo              | Regina Collaboro                     |                                        | Rede Globo    |
| 2012 | Salve Jorge               | Isaura Alcântara Vieira (Isaurinha)  |                                        | Rede Globo    |
| 2015 | Além do Tempo             | Zilda Marques                        |                                        | Rede Globo    |
| 2015 | Além do Tempo             | Zilda Ventura Santárem               |                                        | Rede Globo    |
| 2016 | Sol Nascente              | Mirtes Calderon Texeira (Mocinha)    |                                        | Rede Globo    |
| 2017 | Segredos de Justiça       | Ana Amélia                           | Episódio: "Safadinha 22"               | Rede Globo    |
| 2017 | Tempo de Amar             | Henriqueta Ramos                     |                                        | Rede Globo    |
| 2019 | A Dona do Pedaço          | Evelina Sobral Ramirez               |                                        | Rede Globo    |
| 2023 | A Divisão                 | Nathalia Albuquerque                 | Temporada 3                            | Globoplay     |
| 2025 | Êta Mundo Melhor!         | Margarida                            |                                        | Rede Globo    |

### Cinema
| Ano  | Título                        | Papel        |
| ---- | ----------------------------- | ------------ |
| 2017 | Dona Flor e Seus Dois Maridos | Dona Rozilda |
| 2022 | Um Caso do Outro Mundo        | Judith       |
| 2024 | Senhoras                      | Fátima       |
| 2025 | Capitão Astúcia               | Dulce        |

## Teatro
| Ano       | Título                | Direção          |
| --------- | --------------------- | ---------------- |
| 1961      | Lírio                 | Lívio Rangan     |
| 1987      | Um Piano à Luz da Lua | Cecil Thiré      |
| 1989      | Na Sauna              | Bibi Ferreira    |
| 1996      | As Lobas              | Antonio Pedro    |
| 1997      | A Partilha            | Miguel Falabella |
| 1999      | A Volta por Cima      | Herval Rossano   |
| 2013-2014 | A Última Sessão       | Odilon Wagner    |
| 2022      | Ensina-me a Viver     | João Falcão      |
| 2024      | Norma                 | Guilherme Piva   |

## Prêmios e Indicações
| Ano  | Premiação                                | Categoria                              | Nomeação                       | Resultado |
| ---- | ---------------------------------------- | -------------------------------------- | ------------------------------ | --------- |
| 1965 | Troféu Imprensa                          | Melhor Revelação Feminina              | Melodia Fatal                  | Indicada  |
| 2003 | Prêmio Arte Qualidade Brasil - SP        | Melhor Atriz de Televisão              | A Casa das Sete Mulheres       | Indicada  |
| 2003 | Prêmio Arte Qualidade Brasil - RJ        | Melhor Atriz de Televisão              | A Casa das Sete Mulheres       | Venceu    |
| 2004 | Troféu APCA                              | Melhor Atriz                           | A Casa das Sete Mulheres       | Venceu    |
| 2004 | Prêmio Contigo! de TV                    | Melhor Atriz Coadjuvante               | A Casa das Sete Mulheres       | Indicada  |
| 2004 | Troféu Super Cap de Ouro                 | Melhor Atriz                           | Celebridade                    | Venceu    |
| 2005 | Prêmio Arte Qualidade Brasil - SP        | Melhor Atriz Coadjuvante               | América                        | Indicada  |
| 2005 | Prêmio Arte Qualidade Brasil - RJ        | Melhor Atriz Coadjuvante               | América                        | Indicada  |
| 2010 | Prêmio Qualidade Brasil                  | Melhor Atriz Coadjuvante de Minissérie | A Cura                         | Venceu    |
| 2015 | Prêmio Melhores e Piores - TV Press      | Melhor Atriz Coadjuvante               | Além do Tempo                  | Venceu    |
| 2018 | Festival Internacional de Cinema de Lapa | Troféu Tropeiro                        | Homenagem                      | Venceu    |
| 2023 | Festival Bananeiras de Cinema            | Troféu Bananito                        | Melhor Atriz - Capitão Astúcia | Venceu    |